# Noah Rubin
Noah Rubin (* 21. Februar 1996 in Long Island, New York) ist ein ehemaliger US-amerikanischer Tennisspieler.

## Kindheit und Karriere als Junior
Rubin trainierte in der Jugend an der John McEnroe Tennis Academy auf Randalls Island im New Yorker Stadtteil Manhattan. Bis zum Alter von sieben Jahren trat er bei verschiedenen U12-Veranstaltungen an und gewann im Alter von elf Jahren sein erstes internationales Turnier seiner Altersklasse. Im Jahr 2010 erreichte er beim Les Petits As, eines der wichtigsten Juniorenturniere der Welt, das Finale, das er in zwei Sätzen gegen Quentin Halys verlor. 2012 gewann er in Costa Rica die Copa del Café, ein Juniorenturnier das von der International Tennis Federation veranstaltet wurde. 2014 erreichte Rubin Position sechs der Junioren-Weltrangliste und war gleichzeitig die Nummer 1 der Junioren in den USA. Beim Junioren-Grand-Slam-Turnier in Wimbledon im Juli 2014 gewann er seinen ersten Grand-Slam-Titel. Im Finale besiegte er seinen Landsmann Stefan Kozlov in drei Sätzen mit 6:4, 4:6 und 6:3.

## Karriere
Sein Debüt auf der ATP World Tour gab Rubin 2014 in Winston-Salem, wo er eine Wildcard erhielt und in der ersten Runde auf Bradley Klahn traf. Obwohl er den zweiten Satz mit 6:0 für sich entschied, ging er letztlich als Verlierer vom Platz. Sein erstes Spiel bei einem Grand-Slam-Turnier bei den Profis spielte er bei den US Open 2014, wo er sowohl im Einzel als auch im Doppel, zusammen mit Stefan Kozlov, eine Wildcard erhielt. In beiden Bewerben schied er bereits in der ersten Runde aus.
2024 erklärte er seinen Rücktritt vom professionellen Tennissport.

## Erfolge
| Legende (Anzahl der Siege)  |
| Grand Slam                  |
| ATP World Tour Finals       |
| ATP World Tour Masters 1000 |
| ATP World Tour 500          |
| ATP World Tour 250          |
| ATP Challenger Tour (5)     |

### Einzel

#### Turniersiege
| Nr. | Datum            | Turnier         | Belag         | Finalgegner      | Ergebnis       |
| --- | ---------------- | --------------- | ------------- | ---------------- | -------------- |
| 1.  | 8. November 2015 | Charlottesville | Hartplatz (i) | Tommy Paul       | 3:6, 7:67, 6:3 |
| 2.  | 12. Februar 2017 | Launceston      | Hartplatz     | Mitchell Krueger | 6:0, 6:1       |
| 3.  | 6. Januar 2018   | Nouméa          | Hartplatz     | Taylor Fritz     | 7:5, 6:4       |
| 4.  | 28. April 2018   | Tallahassee     | Sand          | Marc Polmans     | 6:2, 3:6, 6:4  |

### Doppel

#### Turniersiege
| Nr. | Datum           | Turnier  | Belag     | Partner     | Finalgegner                            | Ergebnis |
| --- | --------------- | -------- | --------- | ----------- | -------------------------------------- | -------- |
| 1.  | 6. Oktober 2018 | Stockton | Hartplatz | Darian King | Sanchai Ratiwatana Christopher Rungkat | 6:3, 6:4 |